# Полейовський Петро
Петро́ Полейо́вський (1734 — 1776) — львівський архітектор доби рококо.

## Біографія
Народився 1734 року. Був сином Яна і Катерини. Де проходив навчання — невідомо. Дмитро Крвавич припускав, що Полейовський міг бути українцем за походженням. За припущеннями Володимира Вуйцика та Збіґнєва Горнунґа міг бути учнем Бернарда Меретина. Вуйцик також припускав, що Полейовський міг вивчати архітектуру у львівській єзуїтській колегії. 1765 року отримав титул королівського архітектора, що звільняло його від цехової залежності. Проживав у Львові на вулиці Вірменській. Спочатку в будинку № 14 разом зі скульптором Антоном Осинським, потім у власноруч збудованому під № 13. 1769 року взяв у монастиря кармеліток босих земельну ділянку у спадкову оренду на 150 років (на розі нинішніх вулиць Винниченка і Лисенка). Помер між 27 березня і 21 травня 1776 року. Похований у Латинському кафедральному соборі Львова.
Був одружений з Маріанною з Пелчинських (померла 1781). Мав двох братів скульпторів (Яна і Матвія), двох сестер. Сестра Розалія була дружиною скульптора Антона Осинського, а Магдалина — художника Матвія Міллера. Мав доньку Вероніку Теклю, народжену 1764, сина Руперта Вінцента Войцеха (трьох імен), народився 27 березня 1776, хрещені батьки — Матвій Міллер і Розалія Осинська (вдова Антона Осинського).

## Проєкти
- Костел францисканського монастиря в Перемишлі за власним проєктом, виконаним 1753 року. Розробив також проєкт головного вівтаря (реалізований його братом Матвієм), можливо також був автором проєктів решти внутрішнього оздоблення.

- Двоярусна стінна дзвіниця на три дзвони при парафіяльному костелі в селі Наварія (1766).

- Керівництво перебудовою Латинської катедри у Львові у 1765–1771 роках. Готичний купол вежі замінено на бароковий, до презбітеря зроблено дві двоповерхові прибудови: одна використовувалась як захристія і бібліотека, друга — як особисті покої архієпископа. До західного фасаду прибудовано вівтар. Полейовський також повністю керував новим мистецьким оздобленням — виконав проєкти вівтарів, лав для райців і лавників міста.

- Консультації при будівництві Успенського собору Почаївської лаври. Початковий проєкт виконано 1771 року Готфрідом Гофманом. Він же і провадив будівництво. Однак 1775 року для ревізії виконаних робіт і корекції проєктів запрошено Полейовського. 20 квітня 1775 року Полейовський склав письмовий звіт про обстеження, що складався із 7 пунктів. Власне за його рекомендацією у бічних каплицях влаштовано коробові склепіння, дві вежі було дещо «розвернуто» відносно лінії головного фасаду, як у городенківському костелі Бернарда Меретина. У деяких моментах корективи відображали нові тенденції, характерні для раннього класицизму. Будівництвом за новими планами займався вже інший львівський архітектор — Франциск Кульчицький. Петро Полейовський міг також бути автором проєкту вівтаря, виконаного вже після його смерті братом Матвієм. Донині вівтар не зберігся і про його вигляд можна судити лише з гравюр та однієї акварелі, виконаної 1846 року Тарасом Шевченком (див. Собор Почаївської Лаври (внутрішній вигляд)). Історик Борис Возницький припускає, що певний час Полейовський здійснював також архітектурно-будівельний нагляд за спорудою. Достеменно відомо. що його брат, Матвій Полейовський, наглядав за монастирською фабрикою та зведенням мурів церкви, креслення яких створив власноручно.[4]

- Бароковий фронтон львівського Костелу святого Антонія.

- Головний вівтар костелу єзуїтів у Перемишлі.

- Проєкт 1776 року на перебудову Низького замку на ряд приміщень для австрійських губерніяльних установ. У комплексі була передбачена вежа з годинником, увінчана алегоричними статуями Галичини і Лодомерії. Посеред утвореної будівлями площі мала стояти колона зі статуєю Йосифа II. Не реалізовано.[5]

- Житлові будинки.
  - Дім Михайла Жевуського на Площі Ринок, 3 (1770–1772, скульптурне оздоблення Франциска Оленського).
  - Дім аптекаря Карла Шерфа і військового провізора Франца Вільгельма Наторпа на вулиці Друкарській, 2 на місці двох менших кам'яниць: Галюсівської і Котонівської (1775);
  - Дім Йосифа Подлевського на вулиці Краківській, 17 (1768–1773, виконував Йосиф Дубльовський).
  - Двоповерховий дім на вулиці Краківській, 24 (1774, зберігся оригінальний проєкт, однак невідомо чи реалізований).
  - Констанції Більської на площі Ринок, 20 (проєкт 1776, будівництво завершено Франциском Кульчицьким);
  - Палац Маріанни Секежинської в районі нинішньої вулиці Кривоноса (1774, завершував будівництво Франциск Кульчицький).
  - Власний дім на вулиці Вірменській, 13 у Львові, збудований із двох старших кам'яниць між 1773 і 1776 роками, роботи провадив Йосиф Дубльовський. У червні 1778 згорів, руїни 1780 року продані вдовою графу Йозефу Міру і 1783 перебудовані за проєктом П'єра Дені Ґібо.
  - Двір Жевуських на Галицькому передмісті Львова.
  - Палац Констанції Більської в селі Велика Горожанна Львівської області.

## Дрібні роботи
- Роботи для Ставропігійського братства (1771).
- Керівництво встановленням вівтарів у костелі Божого Тіла монастиря домініканців у Львові (1771–1775).

## Роботи, які приписують
- Участь у побудові костелу в Берездівцях за проєктом Бернарда Меретина, завершеного 1769 року (версія Збігнєва Горнунга).
- Фасад костелу бернардинського монастиря в Дуклі в нинішній Польщі (версія Збігнєва Горнунга).
- Костел у Ходорові, фундований Францискою Жевуською (версія Володимира Вуйцика).
- Житловий будинок генерала Роха Вінявського на нинішній вулиці Театральній, 10 у Львові, завершений ймовірно 1773 року. Припущення зроблене Володимиром Вуйциком на основі порівнянь будівельного «почерку» цієї кам'яниці з іншими, збудованими Полейовським.[6]